# DFL-Ligapokal 2006
La DFL-Ligapokal 2006 (per ragioni di sponsorizzazione Premiere-Ligapokal 2006, nota in italiano anche come Coppa di Lega tedesca 2006) è stata l'undicesima edizione della Coppa di Lega tedesca.
Si è svolta nel luglio e agosto 2006 ed è stata vinta dal Werder Brema, che ha battuto in finale il Bayern Monaco per 2-0.

## Partecipanti
| Squadra          | Città             | Motivo qualificazione                                                    |
| ---------------- | ----------------- | ------------------------------------------------------------------------ |
| Bayern Monaco    | Monaco di Baviera | Vincitore della Bundesliga 2005-2006 e della Coppa di Germania 2005-2006 |
| Werder Brema     | Brema             | 2º nella Bundesliga 2005-2006                                            |
| Amburgo          | Amburgo           | 3º nella Bundesliga 2005-2006                                            |
| Schalke 04       | Gelsenkirchen     | 4º nella Bundesliga 2005-2006                                            |
| Bayer Leverkusen | Leverkusen        | 5º nella Bundesliga 2005-2006                                            |
| Hertha Berlino   | Berlino           | 6º nella Bundesliga 2005-2006                                            |

## Tabellone
| Turno preliminare | Turno preliminare |  |  | Semifinali          | Semifinali |  |  | Finale        | Finale |
|                   |                   |  |  |                     |            |  |  |               |        |
|                   |                   |  |  | Werder Brema        | 2          |  |  |               |        |
| Amburgo           | 1                 |  |  | Amburgo             | 1          |  |  |               |        |
| Hertha Berlino    | 0                 |  |  |                     |            |  |  | Werder Brema  | 2      |
|                   |                   |  |  |                     |            |  |  | Bayern Monaco | 0      |
|                   |                   |  |  | Bayern Monaco (dcr) | 0 (4)      |  |  |               |        |
| Schalke 04 (dcr)  | 1 (9)             |  |  | Schalke 04          | 0 (1)      |  |  |               |        |
| Bayer Leverkusen  | 1 (8)             |  |  |                     |            |  |  |               |        |

## Turno preliminare
| Arbitro: | Vink |

|             |           |  |
| Kompany 52’ | Marcatori |  |

| Arbitro: | Hamer |

| |                      |                                                                               |
| Bordon 37’                                                                                                 | Marcatori            | 39’ (aut.) Rodríguez                                                          |
| Bajramović Boenisch Rost Kobiashvili Larsen Hal. Altıntop Løvenkrands Ham. Altıntop Baumjohann Abel Larsen | Tiri di rigore 9 – 8 | Babić Rolfes Barbarez Castro Butt Kießling Touré Madouni Ramelow Haggui Babić |

## Semifinali
| Arbitro: | Kinhöfer |

|                      |           |            |
| Zidan 50’ Frings 82’ | Marcatori | 70’ Sanogo |

| Arbitro: | Wagner |

|                                     |                      |                           |
| Scholl Hargreaves Santa Cruz Sagnol | Tiri di rigore 4 – 1 | Boenisch Abel Løvenkrands |

## Finale
| Arbitro: | Gräfe |

|                 |           |  |
| Klasnić 29’ 66’ | Marcatori |  |

| Werder Brema | Bayern Monaco |

### Formazioni
| Werder Brema: |    |                    |             |     |
|               |    |                    |             |     |
| P             | 1  | Andreas Reinke     |             |     |
| D             | 15 | Patrick Owomoyela  |             |     |
| D             | 2  | Frank Fahrenhorst  |             |     |
| D             | 4  | Naldo              |             |     |
| D             | 5  | Pierre Womé        |             |     |
| C             | 27 | Christian Schulz   |             | 81’ |
| C             | 20 | Daniel Jensen      |             | 77’ |
| C             | 22 | Torsten Frings (c) |             |     |
| C             | 10 | Diego              | Ammonizione |     |
| A             | 11 | Miroslav Klose     |             | 60’ |
| A             | 17 | Ivan Klasnić       |             |     |
| Sostituzioni: |    |                    |             |     |
| C             | 14 | Aaron Hunt         |             | 60’ |
| D             | 16 | Leon Andreasen     |             | 77’ |
| C             | 7  | Jurica Vranješ     |             | 81’ |
| Allenatore:   |    |                    |             |     |
| Thomas Schaaf |    |                    |             |     |

| Bayern Monaco: |    |                        |  |     |
|                |    |                        |  |     |
| P              | 1  | Oliver Kahn (c)        |  |     |
| D              | 2  | Willy Sagnol           |  |     |
| D              | 3  | Lúcio                  |  |     |
| D              | 5  | Daniel Van Buyten      |  |     |
| D              | 21 | Philipp Lahm           |  | 46’ |
| C              | 23 | Owen Hargreaves        |  |     |
| C              | 8  | Ali Karimi             |  |     |
| C              | 31 | Bastian Schweinsteiger |  | 46’ |
| A              | 11 | Lukas Podolski         |  | 46’ |
| A              | 10 | Roy Makaay             |  |     |
| A              | 24 | Roque Santa Cruz       |  |     |
| Sostituzioni:  |    |                        |  |     |
| C              | 19 | Julio dos Santos       |  | 46’ |
| C              | 20 | Hasan Salihamidžić     |  | 46’ |
| C              | 39 | Andreas Ottl           |  | 46’ |
| Allenatore:    |    |                        |  |     |
| Felix Magath   |    |                        |  |     |

## Classifica marcatori
| Pos. | Giocatore       | Squadra      | Gol |
| ---- | --------------- | ------------ | --- |
| 1    | Ivan Klasnić    | Werder Brema | 2   |
| 2    | Marcelo Bordon  | Schalke 04   | 1   |
| 2    | Torsten Frings  | Werder Brema | 1   |
| 2    | Vincent Kompany | Amburgo      | 1   |
| 2    | Boubacar Sanogo | Amburgo      | 1   |
| 2    | Mohamed Zidan   | Werder Brema | 1   |